# Chelifera tantula
Chelifera tantula är en tvåvingeart som beskrevs av Collin 1928. Chelifera tantula ingår i släktet Chelifera och familjen dansflugor. Inga underarter finns listade i Catalogue of Life.